# Pereute charops sphocra
Pereute charops sphocra es una mariposa conocida como mariposa sombra; pertenece a la familia Pieridae.

## Descripción
Se caracteriza por presentar alas con fondo negro. En las alas anteriores con margen costal convexo, ápice redondo, margen distal o externo curvo y margen anal o interno convexo. Antenas de color blanco. En la cabeza presenta pelos blancos y negros (predominan los negros), tórax y abdomen de color negro con algunos pelos grises. “Esta subespecie presenta variabilidad en los fenotipos pero con continuidad en las escamas de color gris claro, desde casi ausentes de manchas en las alas posteriores hasta casi igual que en ejemplares melánicos de la subespecie típica”. en esta subespecie no presenta escamas blancas en el área postdiscal de la banda en el área media o discal. Ventralmente, en las alas anteriores la banda en la región media o discal es de color naranja (rara vez roja), con un área de escamas amarillas en el área de la cédula discal.  En la celda Sc-R1 presenta línea de color amarillo intenso delgada sin ser invadida de escamas negras, y de un milímetro de anchura aproximadamente.

## Distribución
Suroeste de México en los estados de Guerrero y Oaxaca.

## Ambiente
Exclusivamente en las montañas altas de Guerrero en sus cañadas con bosque Tropical Subperennifolio y Bosque mesófilo de Montaña, a altitudes de 1100 a los 1650 m s. n. m. Vuela de junio a septiembre y a a menudo siguen el curso de los arroyos, y en días más calurosos se introducen ligeramente en el agua. También a veces posan en las riberas de los arroyos o en la arena húmeda de caminos.

## Estado de conservación
No está enlistada en la NOM-059, ni tampoco evaluada por la UICN.